# パワードスーツ

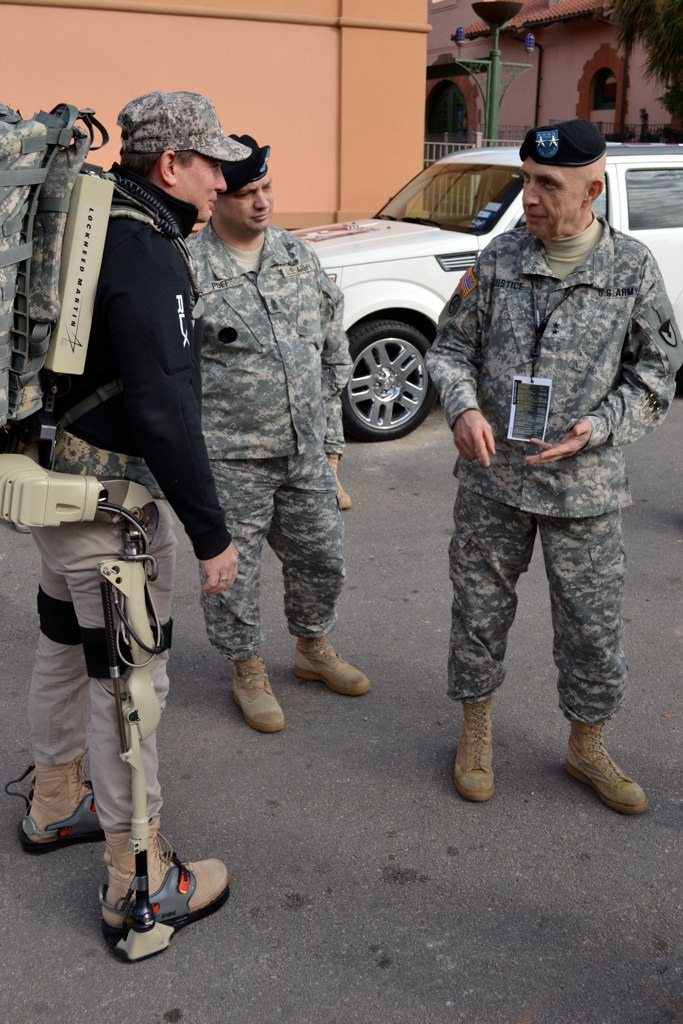
ロッキード・マーティン社が開発中の軍用パワードスーツ「HULC」

パワードスーツ（英: Powered Suit）とは、人体に装着される電動アクチュエーターや空圧、人工筋肉などの動力を用いた、外骨格型、あるいは衣服型の装置である。アシストスーツや強化外骨格などとも呼ばれる（呼称節を参照）。
一般的な建設機械や物流・荷役機械（フォークリフト等）、農業機械は人間より作業効率が遥かに良いが、人間が乗って操作する必要があり、屋内など狭い空間には入り込めない。パワードスーツは人間が「着用」して筋力を増強する形態で、重量物の持ち運びや走る、跳ぶといった、人間としての動作を強化・拡張する目的で使われる。工場や倉庫、農業、介護などでの作業での肉体的負担や疲労が軽減され効率があがるほか、体力が低下した高齢者らでも作業しやすく、腰痛の予防にもつながる。軍事利用もされている（後述）。

## 語源と起源
元々は、ロバート・A・ハインラインのSF小説『宇宙の戦士』（1959年）に登場する、重装甲・重武装と倍力機能を持った架空の軍用強化防護服の呼称だった。歩兵一個人に「ゴリラも容易く倒せる怪力」と「戦車並の装甲」、（戦術核兵器や神経ガスを含む）「戦闘車両並の重武装」、「小型宇宙船並の環境適応力」、「戦闘ヘリ以上の機動力」（ただし、超長距離ジャンプやホバリングはできるが飛行能力はない）を持たせることを目的とした装備である。
ハインラインのスーツは着用した人間の動きをそのままフィードバックして動かせる「マスター・スレイブ方式」を採っており、これが搭乗・操縦型の人型兵器との決定的な違いとなっている。これは既に同じハインラインの小説『ウォルドゥ』（1942年）で固定式の遠隔操作型マニピュレーターの操作方式として描かれており、こちらが元祖であるといわれる。
外見は、原作本の初版表紙絵やアバロンヒル社製のボード・ウォーゲームなどでは宇宙服を拡張したような形状となっていたが、日本では、ハヤカワ文庫版のイラスト（デザイン・宮武一貴 イラスト・加藤直之）で工業機械のような要素が取り入れられた姿となり、『機動戦士ガンダム』に登場するモビルスーツのヒントとなったことなどで知名度を高めた。
その概念が広まるにつれ、様々な作品中において派生型を生んでおり、中には音声や思考による制御を部分的に行う物もある。

### 呼称
日本語では、直訳で強化服、半分だけ訳して強化スーツとも呼ばれているほか、ロボットスーツと呼ばれる物も存在する。その他、強化外骨格や単純に外骨格などとも呼ばれる。
医療・介護分野や物流・荷役など重量物を扱う作業で使われているものは、パワーアシストスーツあるいはアシストスーツと呼称されることもある。また近年はマッスルスーツ（東京理科大学発ベンチャー企業株式会社イノフィスの登録商標）やサポートジャケット（ユーピーアール株式会社の登録商標）という呼称もある。

## 現実世界における利用
第二次世界大戦後、原子力利用の発展に伴い、放射性物質を扱ったり原子炉内部へ立ち入ったりする時のため、「移動可能なマニピュレータ（モビル・マニピュレータ）」の開発が求められた。これは後に宇宙用・深海作業用に発展するもので、その多くは遠隔操作型であり当装置の概念とは異なるものであった。しかし、1961年に開発されたジェネラル・エレクトリック社製の「ビートル」は乗員が乗り込み操作する物で、ある程度パワードスーツ的な要素を持っていた。もっとも走行には無限軌道を用いており、また放射線を遮るための装備による重量過大で失敗に終わっている。このような分野では、日本においてテムザック製の実用型レスキューロボット「援竜」が開発されている。
ジェネラル・エレクトリック社ではその後も研究が続けられた。1968年に試作案を提示、1970年に左側のみ（重さ350kg）が製作された外骨格型マニピュレータ「ハーディマン」はパワーアシスト機器の元祖と言えるが、油圧アクチュエータで駆動するという構想ではあったものの、当時の技術的な限界で実用には至っていない。また同社は派生した技術を利用した四脚型の「歩行トラック」も試作した。これは操縦者の手で前脚、足で後脚を制御するものであった。
現在開発されているものは必ずしも全身の関節に動力補助が行われるわけではなく、腰と膝にだけ動力補助を与えて足首は生身のままというシステムも多い、これは人間の足首や股関節などの構造が複雑であり技術上の困難が伴うためである。
Exoskeleton Reportは、デジタル革命によって人々のコミュニケーションが大きく変わったように、パワードスーツは人々の仕事や病気や老化などについての考え方に変化をもたらすと予想している。

### 用途

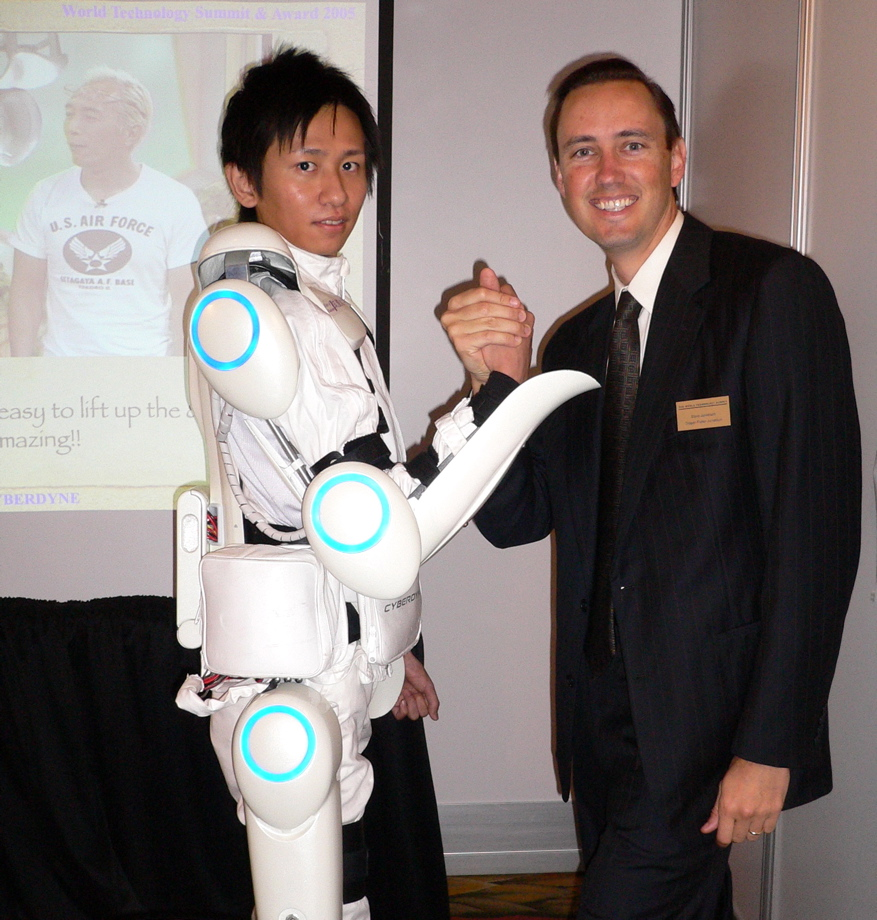
HAL 5

日本において21世紀において進行する少子高齢化や老老介護では介護市場の労働力不足も懸念されており、ベッドの移動などで介護者を抱き上げるといった体力的負担の軽減も、大きな課題となっている。こういった問題の解決に於いて、パワーアシスト機器は非力な人間でも要介護者を抱きかかえて運べるようにすることで負担を軽減することが期待され、民生分野での開発が急速に進んでいる。
また、デルタ航空やヒュンダイ自動車のように労働者の負担を低下させる目的でパワードスーツの導入を目指す企業もある。
近年では筋電位や神経電位の測定に関する、生化学などの分野で目覚しい発展が進んで筋電義手などの実用例も登場していることから、四肢麻痺や筋力低下で歩行困難なため行動が制限される車椅子での移動を余儀なくされている者が自律歩行を行えるようになるというパワーアシスト型のロボットギプスの開発・製品化も進んでおり、また同時多発的な現象として米国でも製品化に向けた取り組みもなされている。
1996年に筑波大学の山海嘉之教授らによって開発されたロボットスーツHAL（Hybrid Assistive Limb）は皮膚表面の生体電位信号を読み取り動作する世界初のパワードスーツであり、その後、産学共同体企業サイバーダインが設立されている。この装置の全身型は例えば100kgのレッグプレスができる人間が装着すれば180kgを動かすことができ、数kgを持ち上げる感覚で40kgの重量物を持ち上げることができる。2008年10月よりHALの下半身タイプが大和ハウス工業からリース販売されている。
また2011年3月11日から続く東京電力福島第一原子力発電所事故後、「HAL」を原発作業員のために改良した新型ロボットスーツを公開している。
パナソニックの社内ベンチャー企業アクティブリンク（現 ATOUN）は、2018年7月に『ATOUN MODEL Y』を発売、1年4ヶ月ほどで計550台を売り上げた。2022年4月、新型コロナの影響で対面販売による利益が減少したことにより会社を解散した。
本田技研工業は歩行動作の補助を行う「リズム歩行アシスト」を、国立長寿医療研究センターが介護予防の効果を検証するプログラムに提供している。また工場の組み立てラインで働く作業員の負荷を減らすため、跨がって使うタイプの「体重支持型歩行アシスト」も開発している。これらはASIMOの開発で培った協調制御技術を応用している。
ハーネスのベルトが伸縮する力を利用し、電源を不要としたタイプも販売されている。

### 軍用

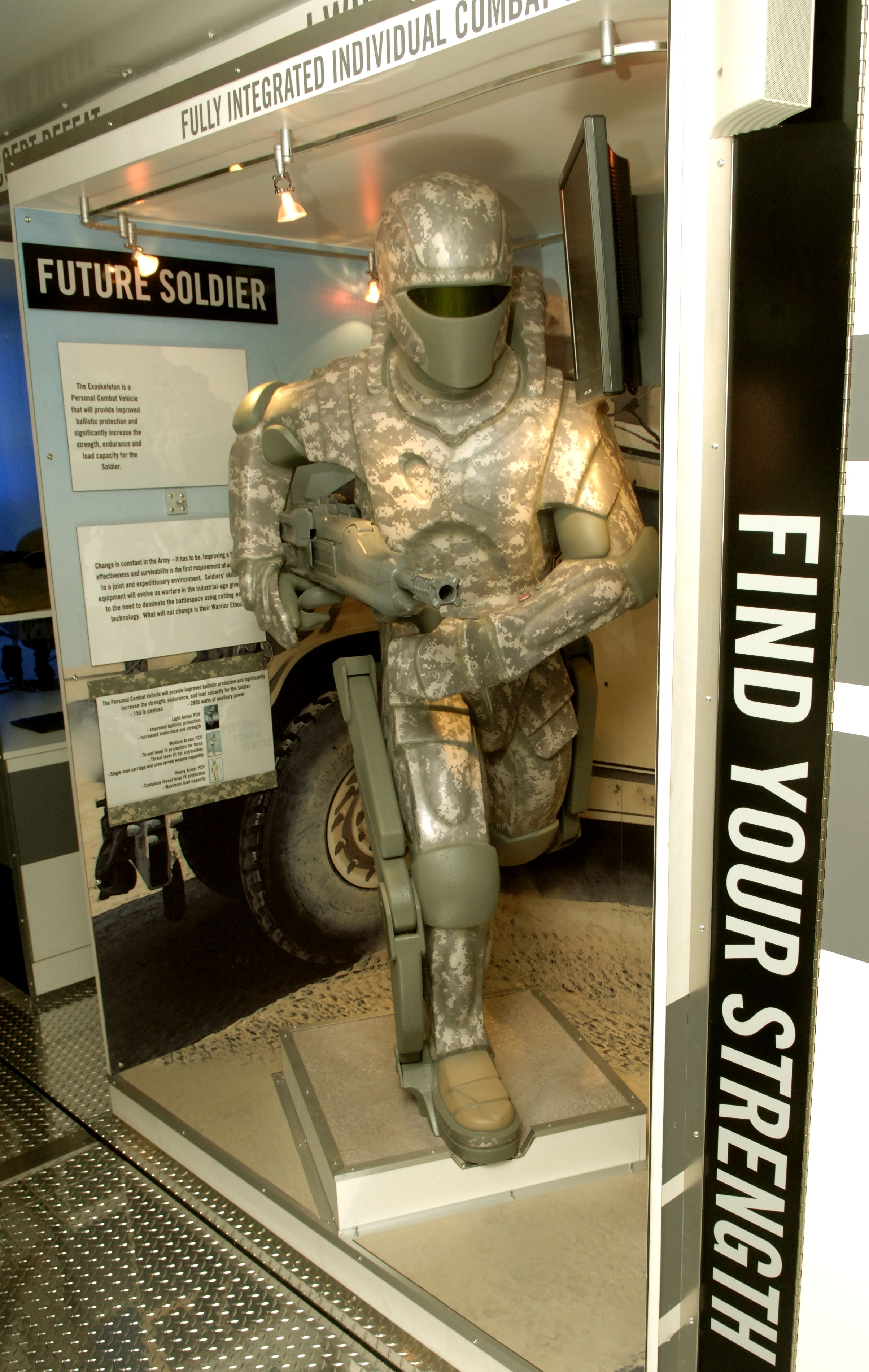
アメリカ陸軍 コンセプトモデルのモックアップ

主に多くの装備を身につけても活動に支障を来さないようにする、パワーアシスト機器として開発されている。アフガニスタンのように道路網が脆弱な山岳地帯では、車両の通行が困難な地域で歩兵の徒歩やロバなどの動物に頼っているが、パワーアシスト機器があれば、重い装備を身につけた長距離行軍が可能となる。
主にアメリカ合衆国、中華人民共和国、ロシア連邦などが研究を進めている。
パワードスーツ自体は民間で開発が進められており販売もされている。軍事用途であれば一人ひとりの体格に合ったスーツを生産する必要が出てくるがその方法などは未確立である。
マサチューセッツ工科大学（MIT）では、アメリカ軍と共同でナノテクノロジーを応用した、生物兵器をも防ぎ、負傷時には患部を固定するギプスにもなるパワーエクステンダーの開発を目指している。カリフォルニア大学バークレー校ではアメリカ合衆国国防総省防衛高等研究計画局（DARPA）より資金提供を受け、下肢外骨格を開発するBLEEXプロジェクト を進行させている。
2010年にはロッキード・マーティン社の油圧駆動式外骨格（hydraulic powered anthropomorphic exoskeleton）HULCが軍の試験を受けている。これは91キログラムの荷物を背負って最高時速16キロメートルで走ることが出来る物で、バッテリーにより油圧アクチュエーターを駆動させる方式になっている。バッテリーが2時間しか持たないという欠点があり動力装置の改良が行われている。この外骨格を装着して重い荷物を持った場合、体重が数倍にまで増加するため慣性の働き方が普通の歩行時とは異なり、装着者はトレーニングを必要とする。
2010年にはレイセオンが「XOS-2」を公開した。以前よりもコンパクト化されているが、戦闘用ではなく物資などの運搬作業を目的としている。
アメリカ軍は様々な基礎研究の結果を踏まえてアメリカ特殊作戦軍（US SOCOM）向けにTALOS（タロス）と呼ばれるシステムの開発に移行している。TALOSは、筋力のアシスト機能のほか、コンピューターやデータリンク機能による装着者の支援機能を備え、またリキッドアーマー（ダイラタンシーを利用したボディアーマー）や傷口を泡で塞ぐ能力なども付与される予定になっている。公開されているコンセプト動画では自動小銃の射撃を受けても全くダメージを受けていない様子が映されている。人気コミック・映画に登場するパワードスーツの名前から「アイアンマン」とも報道されているTALOSは2018年の配備開始が計画されていた。2019年には計画の中止が公表された。
日本の防衛省でも計画され、平成26年度予算の概算要求で「将来隊員パワーアシスト技術の研究（15億円）」として開発費の要求を行ったが、財務省の査定を通過できず研究は見送られた。27年度予算の概算要求においても「高機動パワードスーツの研究（9億円）」として予算要求を行っている。
2021年には台湾軍が下半身に取り付けて持久力などを強化するパワードスーツを導入している。

### アミューズメント
介護や軍事など実用品としての機器には高い強度や信頼性が求められるが、材料や制御技術の進歩により、実用性を無視したホビーとしての開発が可能となっている。動力アシスト無しで人間の動きを拡大する外骨格ロボットを開発、販売するスケルトニクスや、搭乗型パワードスーツの開発を行う会社などが存在する。

## 規格
国際標準化機構（ISO）においては、ISO 13482「サービスロボットや生活支援ロボットの安全規格」が規定されている。
日本工業規格（JIS）においては、JIS B8445「生活支援ロボットの安全要求事項」、B8446-1「マニピュレータを備えない静的安定移動作業型ロボット（例：掃除用ロボットなど）」、B8446-2「低出力装着型身体アシストロボット（本記事におけるパワードスーツにあたるが、あくまでもリハビリや介護支援用である）（例：HAL）」 及びB8446-3「倒立振子制御式搭乗型ロボット（例：セグウェイ）」などの工業規格に生活支援ロボットに関する事項を定めている。

## 代表的な製品
- Aero Back SG（エアロバッグ）（株式会社サステクノ製）

人工筋肉を使用した補助用パワーアシストスーツ。
- DARWING Hakobelude（ダーウィンハコベルデ）（ダイヤ工業製）

高反発ゴム、空気圧式人工筋肉によるアシスト。空気の力を使うため電力不要。
- EZ102イージーアップ（株式会社Asahicho製）

早稲田大学理工学術院大学院情報生産システム研究科機械システム設計研究室との共同研究により開発。
- HAL®腰タイプ（CYBERDYNE株式会社製）

パーソナルケアロボット(生活支援ロボット)として世界で初めて、安全性についての国際規格(ISO13482)の認証を取得。
- J-PAS fleairy（フレアリー）（株式会社ジェイテクト製）
- PAIS-B100（パワーアシストインターナショナル株式会社製）

和歌山大学発のベンチャーによる。
- rakunieラクニエ（株式会社モリタホールディングス製）

腰部サポートウェア。ベルトの張力で前屈姿勢をサポート。
- 作業アシストスーツX（キングジム製）

バネの力で身体への負担を軽減。
- サポートジャケットBb+PROⅢ（ユーピーアール株式会社製）
- サポートジャケットEp+ROBO（モーター駆動型）（ユーピーアール株式会社製）
- 二代目　楽衞門（らくえもん）（株式会社ラクエモン製）
- マッスルスーツ エブリィ（株式会社イノフィス製）
- マッスルスーツGS-BACK（株式会社イノフィス製）

サービスロボットや生活支援ロボットの安全規格であるISO 13482を、先述の「HAL」に次いで取得。外骨格型アシストスーツとしては世界初。
- レイボ エクソスケルトン（（オランダ）LAEVO B.V.製）
- ワーキングパワースーツシリーズ（株式会社エヌ・エス・ピー製）

厚さ1mmのステンレス鋼を使用した特殊高反発スプリングによるアシスト。電気や空気圧などの動力不要。

## フィクションとして
小説『宇宙の戦士』の発表後、特に日本では1980年代にSF作品を中心に大流行した。その後も名称や作動原理の異なるものが創作され続けている。その多くではロボットアニメの内容がしばしばそうであるように、兵器としての・戦争に拠らずとも何かと戦うためのものという位置付けも多い。しかしウィリアム・ギブスンの短編『冬のマーケット』に登場する、全身麻痺の障害者が自発的に行動するためのエクソスケルトン（作者を同じくする『モナリザ・オーヴァドライヴ』では健常者が大荷物を運ぶ際にも登場）や、映画『エイリアン2』でコンテナを運ぶためのフォークリフト的な作業機械として登場したパワーローダーのように、現用のパワーアシスト機器に近しいイメージで（先んじて）描かれているものも見出せる。
これらは動作原理も様々であり、機械装置の動力を使うものから、生体素材を利用したり、神秘主義的な概念などにその動作原理を求めるものまで様々である。中には動作原理はほとんど語られず、単に超人化するための着衣という位置付けのものまで含めると多岐にわたる。

## ドキュメンタリー作品
- ドキュメンタリー映画『プロジェクト・グリズリー』（ピーター・リンチ監督 2006年）
- ドキュメンタリーTV番組『驚異の超人スーツ』（ナショナルジオグラフィックチャンネル 2011年）
- ドキュメンタリーTV番組『現代の驚異』シリーズ 『超人』（ヒストリーチャンネル 2011年）